# فینال ای‌اف‌سی کاپ ۲۰۱۷
فینال ای‌اف‌سی کاپ ۲۰۱۷ مسابقه فینال چهاردهمین دوره ای‌اف‌سی کاپ بود که در سال ۲۰۱۷ برگزار شد و نیروی هوایی به مقام قهرمانی دست یافت.

## مسابقه
| استقلال دوشنبه | ۰–۱ | نیروی هوایی |
| -------------- | --- | ----------- |
|                |     | ۶۸' محسن    |